# ألكسندر إيليش
ألكسندر إيليش (بالصربية: Aлeкcaндap Илић) (ولد في 26 يونيو 1969) هو مدرب كرة قدم ولاعب سابق. يدرب حاليًا القادسية السعودي.

## الألقاب

### لاعب
- كلوب بروج

دوري الدرجة الأولى البلجيكي 1997–98.
كأس بلجيكا 1995-96.
كأس السوبر البلجيكي 1996 و1998.
- رويال أندرلخت الرياضي

دوري الدرجة الأولى البلجيكي 2000–01.
كأس السوبر البلجيكي 2000 و2001.

### مدرب
- الأهلي السعودي

كأس خادم الحرمين الشريفين: 2011
- رادنيتشكي نيش

دوري الدرجة الأولى الصربي: 2011-12.